# Semnoni
Semnoni so bili germansko in specifično Svebsko pleme, ki je naseljevalo območje med Labo in Odro v 1. in 2. stoletju našega štetja.
Opisal jih je v poznem 1. stoletju Tacitus v svoji knjigi Germania:
"Semnoni se izdajajo za najstarejšo in najslavnejšo vejo Svebov. Njihova starodavnost je močno potrjena z njihovo religijo. Ob določenem času se vse plemena Svebov zberejo s svojimi predstavniki v gaju, posvečenem z predhodnimi prerokbami njihovih prednikov in grozljivimi spomini iz preteklosti. Tukaj potem, ko so javno opravili človeško žrtvovanje, praznujejo strašen začetek svojih barbarskih običajev. Tudi na druge načine se časti gaj. Nihče ne vstopa vanj drugače kakor vezan z verigo, da  kot podrejeni prizna moč lokalnega božanstva. Če slučajno pade, mu ni dovoljeno, da ga dvignejo ali da vstane; mora se plaziti po tleh. Vse to vraževerje nakazuje verovanje, da je iz tega kraja narod vzel svoj izvor, da tukaj prebiva vrhovno in vsevladajoče božanstvo, kateremu je vse drugo podrejeno in pokorno. Srečna usoda Semnonov krepi to verovanje; sto kantonov je v njihovi lasti in obsežnost njihove skupnosti jih prepričuje, da se štejejo za vodilno pleme Suevcev."
Ime Semnonov je očitno etimološko podobno ali celo enako tistemu, ki so ga beležili rimski avtorji kot "Svebi" in med svojim pisanjem je Julij Cezar omenjal Svebe, vendar ne Semnone, čeprav je šlo za močno plemensko skupino s 100 kantoni.
Kralj Semnonov Masyas in njegova duhovnica Ganna sta omenjena pri Kasij Dionu. Častili so vrhovnega boga (latinsko regnator omnium deus) v svetem gaju. Sveti gaj  je prav tako omenjen v eddski pesmi Helgakviða Hundingsbana II. Ptolemajev zemljevid Germanije omenja gozd, imenovan Semanus Silva, vendar je povezava s Semnoni neznana.
V 3. stoletju so se Semnoni premaknili proti jugu in na koncu postali del Alemanov.